# Mihăileşti
Mihăilești er en by i didstriktet  Giurgiu  i Muntenien, Rumænien. Den  har 7.760 (2021) indbyggere, og administrerer tre landsbyer: Drăgănescu, Novaci og Popești. Den blev officielt en by i 1989, som et resultat af Rumæniens landdistriktsreform.
Byen ligger ved siden af floden Argeș, som på dette sted er opdæmmet og danner en sø, der er ca. 5 km lang. Den blev skabt som en del af projektet Donau-Bucharest-kanalen og forsyner et vandkraftværk.
Landsbyen Popești er stedet for et vigtigt arkæologisk fund: en stor Daciansk boplads, der af nogle historikere som Vasile Pârvan og af professor Radu Vulpe menes at være den Argedava, der nævnes i Dionysopolis-dekretet. Denne gamle kilde forbinder Argedava med den dakianske konge Burebista, og det menes at være hans hof eller hovedstad.